# Kućani (Nova Varoš)
Kućani (Servisch cyrillisch Кућани) is een plaats in de Servische gemeente Nova Varoš. De plaats telt 256 inwoners (2002).